# Benjamin Franklin White
Benjamin Franklin White (20 septembre 1800 - 5 décembre 1879) est un « maître de chant » de la tradition des chants à shape notes, et compilateur du recueil de chants à shape notes appelé The Sacred Harp. Né près de Cross Keys (en), dans le comté d'Union, en Caroline du Sud, il est le douzième enfant de Robert et Mildred White. 

## Carrière musicale
B. F. White et Elisha J. King ont publié The Sacred Harp en 1844, en utilisant la notation à quatre shape notes. King mourut en 1844, quelques mois avant la publication. En 1845, White dirigea la mise en place de la Southern Musical Convention (en). En 1850, il publia une deuxième édition du Sacred Harp et lui ajouta 97 chansons sur 103 pages supplémentaires. Pour les éditions de 1850 et ultérieures, White fut assisté d'un comité musical nommé par la Southern Musical Convention. En 1859, une troisième édition du Sacred Harp parut, qui présentait 74 chansons supplémentaires sur 63 pages. Une quatrième édition parut en 1869. Pour la première fois, lors de cette révision, White retira d'anciennes chansons et les remplaça par de nouvelles plutôt que d'ajouter simplement de nouveaux chants à la fin du livre. Un an plus tard, il publia un copyright du même livre signé uniquement par lui-même et par son fils, David Patillo White (en), dans le but peut-être d'en clarifier la propriété intellectuelle. En 1911, le plus jeune fils de White, James Landrum White (en), réédita cette quatrième édition avec un supplément de nouvelles chansons gospel. White a également enseigné la musique ; Sarah Lancaster était parmi ses élèves.
White a été greffier de la Cour inférieure du comté de Harris et maire de Whitesville (en), en Géorgie .

## Carrière en tant que journaliste
En 1852, BF White fut nommé directeur du premier journal publié dans le comté de Harris, The Organ, qui fut « publié sous l'autorité de la Southern Musical Convention ». Ce journal, publié à Hamilton, en Géorgie, poursuivait un double objectif : éditer diverses histoires de nouvelles locales et nationales, prises dans de grands journaux ou grâce au télégraphe, mais ce journal était également conçu pour être une publication musicale. Parmi les différents éléments musicaux qu'il présentait, il y avait « des chansons, des minutes de conventions de chant, des débats musicaux, des lettres de chanteurs et des publicités pour des livres » . White a participé avec enthousiasme à un certain nombre de débats sur la musique dans les pages de cet publication. 
Quelques chansons de Sacred Harp figurent dans l'édition du livre de WM Cooper avec la mystérieuse mention For the Organ. Cette mention, déroutante dans une tradition de chant résolument a cappella, indique simplement le nom du journal dans lequel ce chant a été premièrement publié. 

## Famille et descendance
Benjamin White a épousé Thurza Melvina Golightly le 30 décembre 1825 dans le district de Spartanburg, en Caroline du Sud. William Walker, éditeur de The Southern Harmony, épousa Amy, la sœur de Thurza. Les White quittèrent le district de Spartanburg, en Caroline du Sud, pour s'installer dans le comté de Harris, en Géorgie en 1842. 
Benjamin White et Thurza ont eu neuf enfants : William Decatur, David Patillo, Robert H., Mary Caroline, Nancy Ogburn, Thurza Melvina, Benjamin Franklin, Jr., James Landrum et Martha America. Parmi ceux-ci, David Patillo, James Landrum White (en) et Benjamin Franklin Jr. sont devenus en grandissant des personnalités reconnues du Sacred Harp.

## Décès et éloge funèbre
BF White est décédé en 1879 et a été enterré dans le cimetière d'Oakland à Atlanta, en Géorgie. L'année suivante, les membres de la convention musicale de la Chattahoochee Musical Convention (en) lui décernèrent l'éloge suivant : « Après avoir enseigné vingt ans, son âme était devenue si intimement liée à la musique qu'il ne pouvait pas se reposer avant d'avoir la satisfaction de voir ses propres compositions ainsi que les nombreuses œuvres de ses collègues dans un grand recueil - The Sacred Harp, 1844. Il était très heureux du succès de cette œuvre.--Il était charmé par chaque révision et édition, avec leurs appendices, dont des millions d'exemplaires ont été vendus dans tout le pays. ... Des milliers et des dizaines de milliers de personnes ont apprécié cette musique que l'on trouvait seulement dans The Sacred Harp. [...] Maj[or] White ne se sentait jamais plus chez lui que lorsqu'il était entouré d'un groupe de chanteurs de Sacred Harp... Fougueux, il a toujours su inspirer tous ceux qu'il dirigeait. [...] Tous étaient naturellement attirés vers lui lorsqu'il parlait de la musique et de ses charmes ».
White est l'homonyme de la mélodie à shape notes White d'Edmund Dumas (en).